# Schweinsburg-Culten
Schweinsburg-Culten ist seit 1950 ein Ortsteil der Gemeinde Neukirchen an der Pleiße im westlichen Teil des heutigen Freistaates Sachsen.

## Geschichte

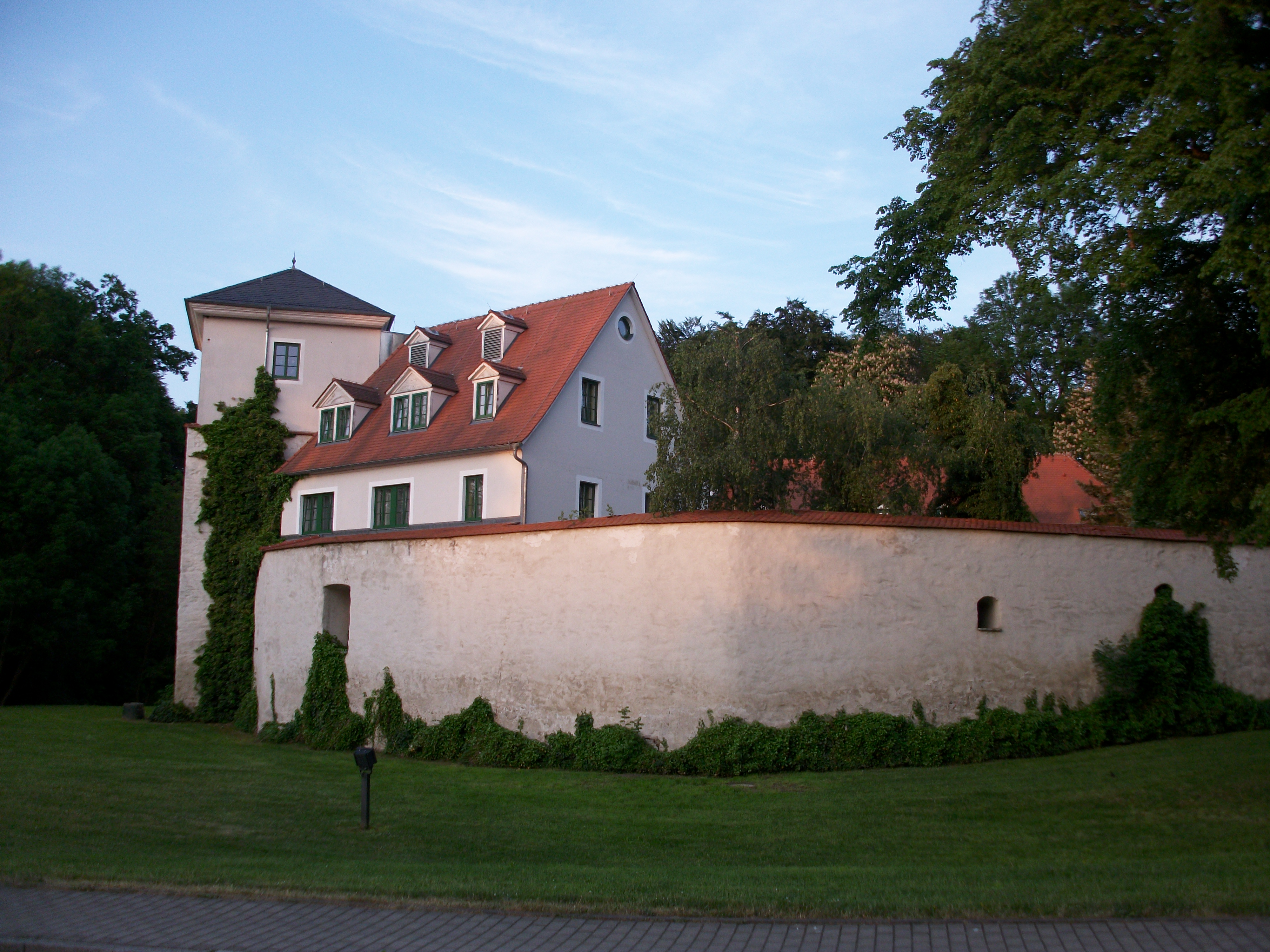
Schloss Schweinsburg

Schweinsburg-Culten ging im Jahre 1934 aus dem Zusammenschluss der Orte Schweinsburg, Culten und Kleinhessen hervor und liegt im Tal der Pleiße zwischen den Städten Crimmitschau im Norden und Werdau im Süden.
Die erste feste Besiedlung des Pleißentals in dieser Region um Crimmitschau/Werdau erfolgte im 9. Jahrhundert von Slawen bei bzw. um Schweinsburg-Culten und im 12. Jahrhundert von Thüringern, Franken und Sachsen.
Kaiser Barbarossa stattete die Region Pleißental mit besonderen Rechten aus und überstellte das Gebiet an den von ihm eingerichteten Markgrafen von Meißen. Die Markgrafschaft Meißen fiel später an die Wettiner, die den Namen Sachsen währenddessen mittlerweile führen durften. Nach der Trennung der Wettiner in die Ernestinische und Albertinische Linie verblieb das Pleißental im östlich liegenden Gebiet der Albertiner und gehörte nach der Zeit des Kurfürstentum Sachsens dem von Napoleon zum Königreich erhobenen Sachsen an.

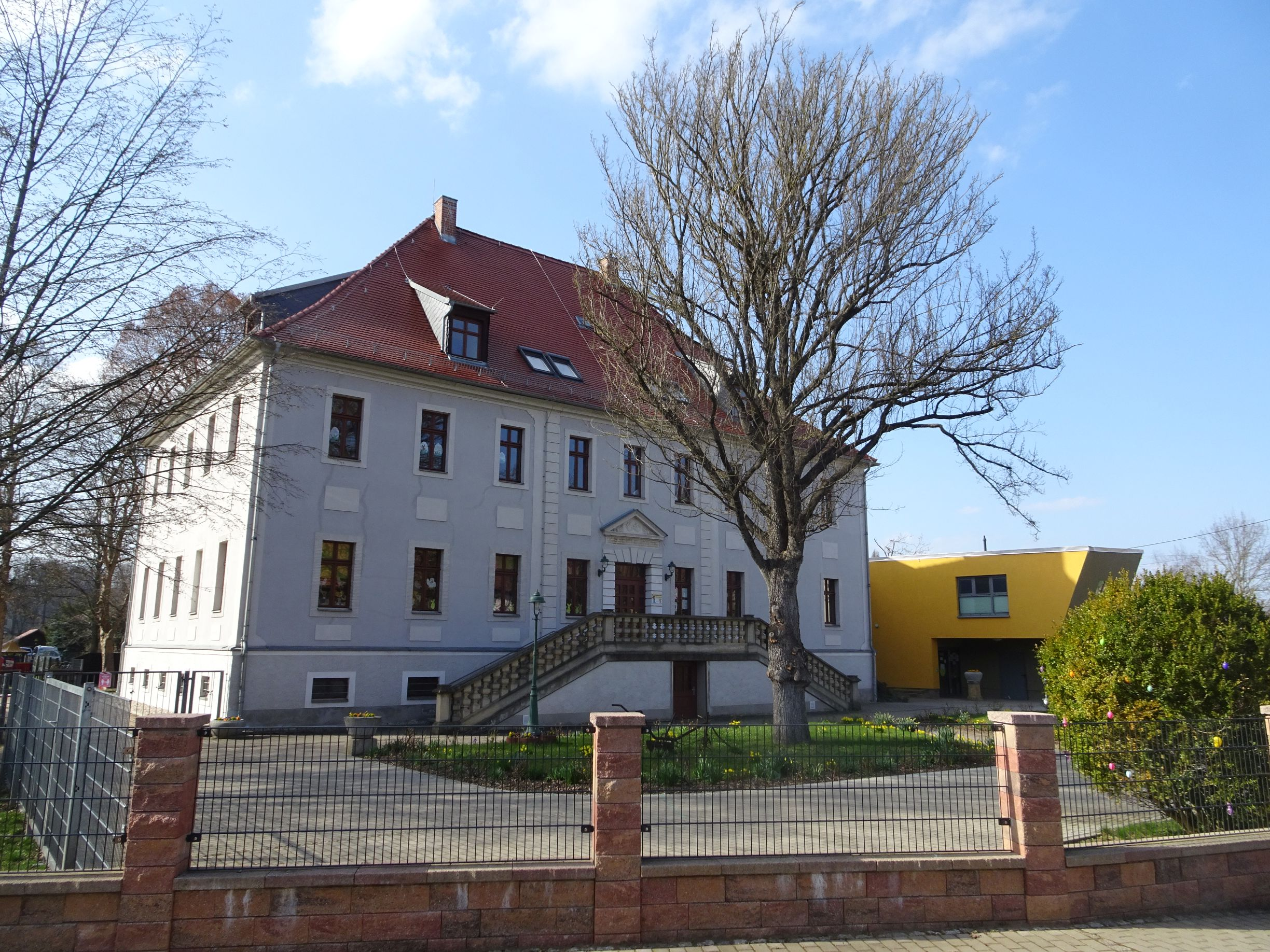
Herrenhaus Bosenhof

Ein bewirtschaftetes Schloss mit Burganlage (Schweinsburg) ist heute noch Zeuge dieser Zeit. Die Familie Bose als Lehnsherren haben sich von Schweinsburg-Culten aus weit in den umliegenden Regionen betätigt.
Culten wurde erstmals 1291 als Kulten erwähnt.

## Verkehr

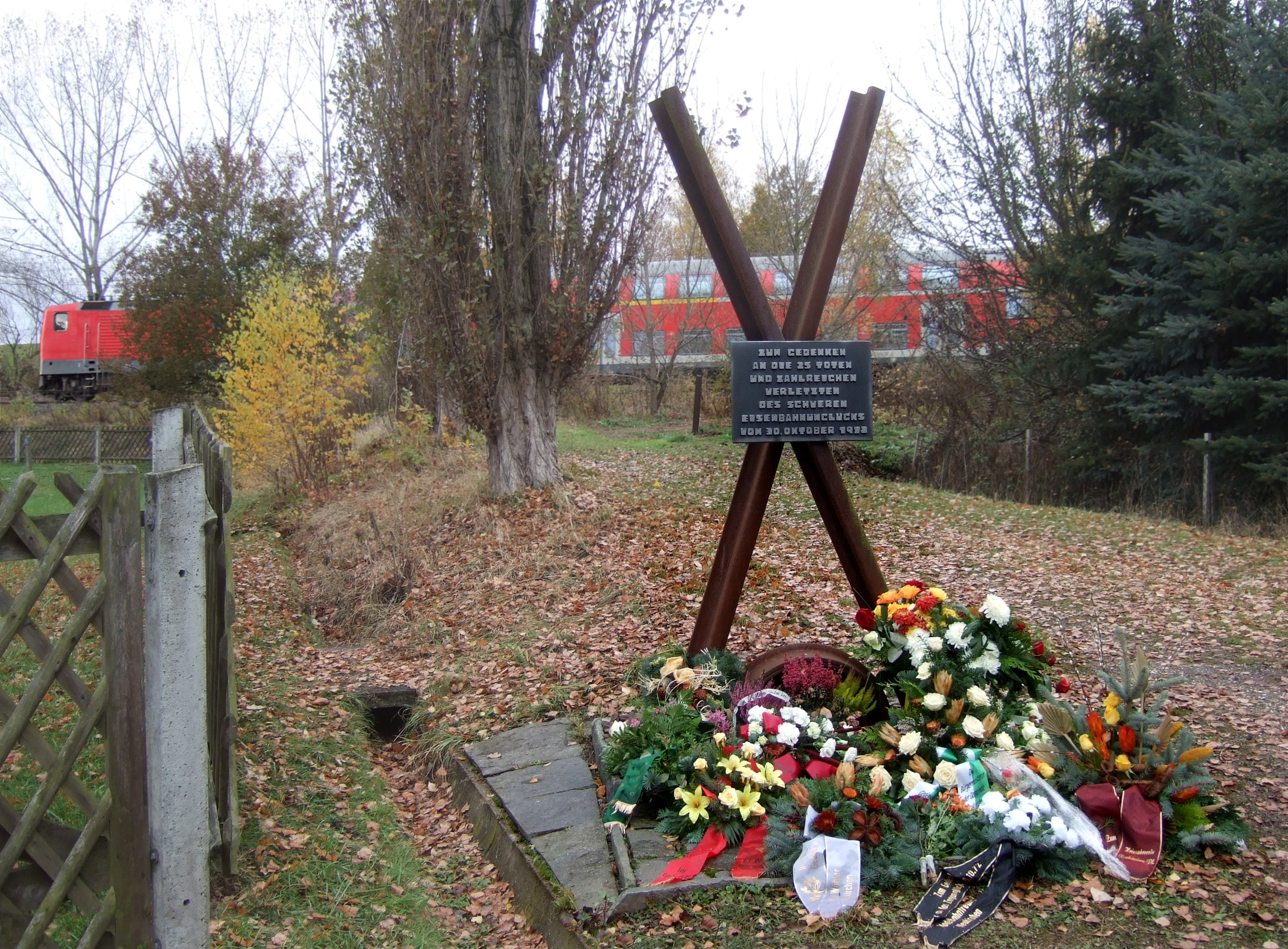
Denkmal zur Erinnerung an das Eisenbahnunglück

Schweinsburg-Culten hat einen Haltepunkt an der Bahnstrecke Leipzig–Hof, der von der S-Bahn Mitteldeutschland bedient wird. Zwischen 1908 und 1963 befand sich 500 Meter östlich von diesem der Güterbahnhof Schweinsburg der Bahnstrecke Crimmitschau–Schweinsburg.
Schweinsburg-Culten ist durch ein Zugunglück im Jahre 1972, bei dem 28 Menschen starben, über die DDR-Grenzen hinaus bekannt geworden. Über den Haltepunkt Schweinsburg-Culten verlaufen die Zugstrecken Leipzig–Hof und Gera–Zwickau. Ein aus der DR-Baureihe VT 18.16 gebildeter verspäteter Schnelltriebwagen stieß bei dichtem Nebel nach Überfahren eines Haltesignals mit einem anderen Zug zusammen. Induktive Zugsicherung gab es damals auf dieser Strecke noch nicht.

## Persönlichkeiten
- Carol von Bose (* 10. August 1596 auf dem Bosenhof zwischen Kleinhessen und Schweinsburg; † 12. Januar 1657 in Schweinsburg) war ein kursächsischer Oberst, seit 1649 Amtshauptmann der Ämter Zwickau und Werdau und seit 1653 auch von Stollberg.
- Joachim Hofmann (1932–2020), Geologe und Hochschullehrer

## Weiteres

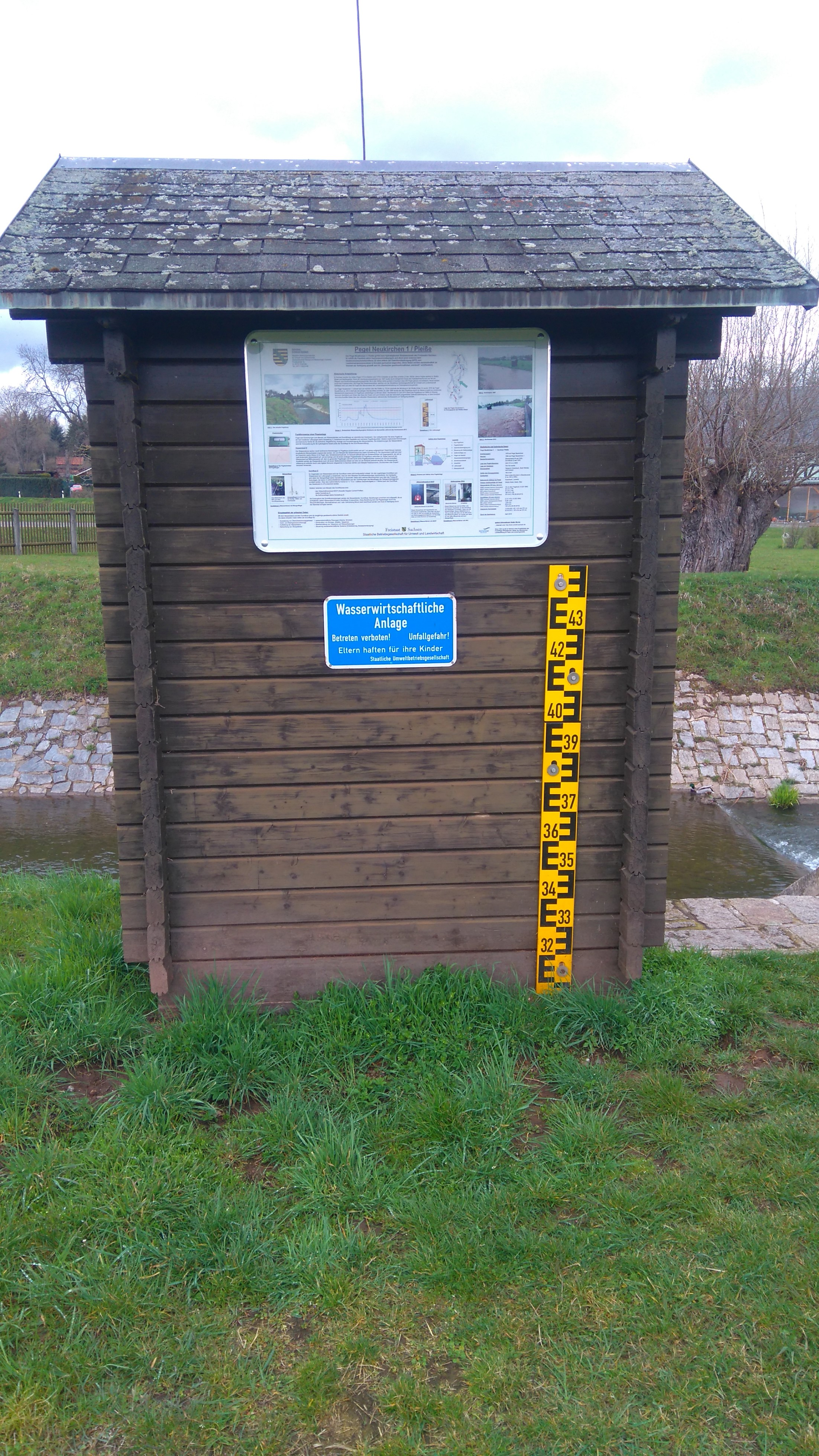
Pegelmessstation in Schweinsburg

- In Schweinsburg steht eine von zwei Pegelmessstationen der Pleiße im Einzugsgebiet Obere Weiße Elster.